# Stylochiton borumensis
Stylochiton borumensis là một loài thực vật có hoa trong họ Ráy (Araceae). Loài này được N.E. Br. miêu tả khoa học đầu tiên.